# Glejový proces
Glejový proces je jedním z mnoha půdotvorných procesů probíhajícím, na rozdíl od pseudooglejení, na trvale převlhčených půdách. Při nadbytku vody se snižuje množství kyslíku, tím dochází ke snížení intenzity oxidačních procesů a dochází k hromadění organických látek v půdě. Dvojmocné železo tvoří s hliníkem a kyselinou křemičitou H2SiO3 zelené aluminosilikáty. S fosforem pak může železo tvořit modré fosfáty a se sírou šedočerný sulfid. Odtud tedy chladný nádech takto vzniklých půd do šedozelena či zelenomodra. Glejovým procesem vzniká půda označovaná jako glej.